# Esettanulmány
Az  esettanulmány (case study) a társadalomtudományok egyik kutatási módszere. Egyéb kutatási módszer lehet még a kísérlet, a kérdőívezés, az ún. „multiple histories”, valamint az adatok feldolgozásának elemzése (Yin 2003).
Az esettanulmány Babbie (2004) besorolása szerint a terepkutatás mint adatgyűjtési forma alcsoportjának tekinthető. Az esettanulmány alkalmazása során egy már megtörtént jelenséget vizsgálunk, tanulmányozunk. A terepkutatást - így az esettanulmányt is - az különbözteti meg más megfigyelési technikáktól, hogy ez nem pusztán adatgyűjtési tevékenység; elméletalkotási tevékenység is.
Korábbi minták és meghatározott számú változókat figyelő merev protokollok követése helyett, az esettanulmány módszere mélységi és hosszirányú vizsgálatot tesz lehetővé egy meghatározott esettel kapcsolatban. Ez lehetőséget nyújt arra, hogy az adatokat rendszerszerűen vizsgáljuk, adatokat gyűjtsünk, elemezzük az információkat és rögzítsük végül az eredményeket. Ennek eredményeképpen a kutató teljesebb képet nyerhet arról, hogy miért úgy történtek a dolgok ahogy, és mit lenne még érdemes közelebbről is megvizsgálni a jövőben. Az esettanulmány lehet általánosító vagy vizsgáló hipotézis (Flyvbjerg, 2006).
Yin (2002) másfelől úgy tartja, hogy az esettanulmányt kutatási módszerként kellene meghatározni, empirikus vizsgálatként, mely megvizsgál egy jelenséget annak eredeti kontextusában.

## Az eset kiválasztása
Amikor az eset kiválasztása történik, a kutatók gyakran olyan mintákat részesítenek előnyben, melyek a nyerhető információkra öszpontosulnak. Ennek ellentéte a véletlenszerű mintavétel (Flyvbjerg, 2006). A tipikus és általános jellegű nem mindig bizonyul a leggazdagabb információnak. Különleges és a szokásostól eltérő esetek több információt is tartalmazhatnak, mivel ezek több alapvető mechanizmust igényelnek és több közreműködőt is egyben.
Az információra összpontosító esetek három fajtáját különböztetjük meg:
1. Különleges, a tipikustól eltérő esetek
2. Kritikus esetek
3. Paradigmatikus esetek.

## Az esettanulmány története
Különálló tudományos kutatási módszerré csak a 20. században vált. Az angol Oxford szótár 1934-re vezeti vissza a "case study" kifejezést, melyet először az orvostudományban használtak.
Új elméletek alátámasztásához a társadalomtudományok terén Barney Glaser és Anselm Strauss szociológusok fejlesztették tovább, akik "Grounded theory" néven mutatták be módszerüket 1967-ben.
Az esettanulmányok népszerűsége elméletek igazolására csak az elmúlt évtizedekben nőtt meg. Az egyik terület, amelyen az esettanulmányok a legközkedveltebbek lettek az oktatás lett, azon belül is az osztályozás és értékelés. Ezen a területen a legjelentősebb tudosok  Robert Stake és Jan Nespor (lásd a források közt).
Az esettanulmányt oktatási módszerekhez is felhasználták, elsősorban közgazdaság és jog oktatásában. A problémára épülő oktatás (problem-based learning, PBL) jó példa erre.